# Rodrigo Echeverría
Rodrigo Eduardo Echeverría Sáez (Santiago, 17 aprile 1995) è un calciatore cileno, difensore del León e della nazionale cilena.

## Carriera

### Nazionale
Fa il suo esordio in nazionale maggiore il 13 novembre 2020, nella gara vinta 2-0 contro il Perù, valida per le qualificazioni al campionato del mondo del 2022.
Alla sua seconda presenza, quasi 3 anni dopo, esattamente l'11 giugno 2023, trova la prima rete, la seconda delle tre con le quali la sua nazionale ha battuto Cuba in amichevole.

## Statistiche

### Cronologia presenze e reti in nazionale
| Cronologia completa delle presenze e delle reti in nazionale ― Cile | Cronologia completa delle presenze e delle reti in nazionale ― Cile | Cronologia completa delle presenze e delle reti in nazionale ― Cile | Cronologia completa delle presenze e delle reti in nazionale ― Cile | Cronologia completa delle presenze e delle reti in nazionale ― Cile | Cronologia completa delle presenze e delle reti in nazionale ― Cile | Cronologia completa delle presenze e delle reti in nazionale ― Cile | Cronologia completa delle presenze e delle reti in nazionale ― Cile |
| Data                                                                | Città                                                               | In casa                                                             | Risultato                                                           | Ospiti                                                              | Competizione                                                        | Reti                                                                | Note                                                                |
| ------------------------------------------------------------------- | ------------------------------------------------------------------- | ------------------------------------------------------------------- | ------------------------------------------------------------------- | ------------------------------------------------------------------- | ------------------------------------------------------------------- | ------------------------------------------------------------------- | ------------------------------------------------------------------- |
| 13-11-2020                                                          | Santiago del Cile                                                   | Cile                                                                | 2 – 0                                                               | Perù                                                                | Qual. Mondiali 2022                                                 | -                                                                   | 70’ 87’                                                             |
| 11-6-2023                                                           | Concepción                                                          | Cile                                                                | 3 – 0                                                               | Cuba                                                                | Amichevole                                                          | 1                                                                   |                                                                     |
| 8-9-2023                                                            | Montevideo                                                          | Uruguay                                                             | 3 – 1                                                               | Cile                                                                | Qual. Mondiali 2026                                                 | -                                                                   | 90’                                                                 |
| 12-9-2023                                                           | Santiago del Cile                                                   | Cile                                                                | 0 – 0                                                               | Colombia                                                            | Qual. Mondiali 2026                                                 | -                                                                   |                                                                     |
| 12-10-2023                                                          | Santiago del Cile                                                   | Cile                                                                | 2 – 0                                                               | Perù                                                                | Qual. Mondiali 2026                                                 | -                                                                   |                                                                     |
| 17-10-2023                                                          | Maturín                                                             | Venezuela                                                           | 3 – 0                                                               | Cile                                                                | Qual. Mondiali 2026                                                 | -                                                                   |                                                                     |
| 16-11-2023                                                          | Santiago del Cile                                                   | Cile                                                                | 0 – 0                                                               | Paraguay                                                            | Qual. Mondiali 2026                                                 | -                                                                   | 61’                                                                 |
| 21-11-2023                                                          | Quito                                                               | Ecuador                                                             | 1 – 0                                                               | Cile                                                                | Qual. Mondiali 2026                                                 | -                                                                   | 62’ 79’                                                             |
| 22-3-2024                                                           | Parma                                                               | Albania                                                             | 0 – 3                                                               | Cile                                                                | Amichevole                                                          | -                                                                   | 90+3’                                                               |
| 26-3-2024                                                           | Marsiglia                                                           | Francia                                                             | 3 – 2                                                               | Cile                                                                | Amichevole                                                          | -                                                                   | 77’                                                                 |
| 11-6-2024                                                           | Santiago del Cile                                                   | Cile                                                                | 3 – 0                                                               | Paraguay                                                            | Amichevole                                                          | -                                                                   | 63’                                                                 |
| 21-6-2024                                                           | Arlington                                                           | Perù                                                                | 0 – 0                                                               | Cile                                                                | Coppa America 2024 - 1º turno                                       | -                                                                   | 85’                                                                 |
| 25-6-2024                                                           | East Rutherford                                                     | Cile                                                                | 0 – 1                                                               | Argentina                                                           | Coppa America 2024 - 1º turno                                       | -                                                                   |                                                                     |
| 29-6-2024                                                           | Orlando                                                             | Canada                                                              | 0 – 0                                                               | Cile                                                                | Coppa America 2024 - 1º turno                                       | -                                                                   | 82’                                                                 |
| 5-9-2024                                                            | Buenos Aires                                                        | Argentina                                                           | 3 – 0                                                               | Cile                                                                | Qual. Mondiali 2026                                                 | -                                                                   | 72’                                                                 |
| 10-10-2024                                                          | Santiago del Cile                                                   | Cile                                                                | 1 – 2                                                               | Brasile                                                             | Qual. Mondiali 2026                                                 | -                                                                   |                                                                     |
| 15-10-2024                                                          | Barranquilla                                                        | Colombia                                                            | 4 – 0                                                               | Cile                                                                | Qual. Mondiali 2026                                                 | -                                                                   | 60’                                                                 |
| 15-11-2024                                                          | Lima                                                                | Perù                                                                | 0 – 0                                                               | Cile                                                                | Qual. Mondiali 2026                                                 | -                                                                   |                                                                     |
| 19-11-2024                                                          | Santiago del Cile                                                   | Cile                                                                | 4 – 2                                                               | Venezuela                                                           | Qual. Mondiali 2026                                                 | -                                                                   |                                                                     |
| 20-3-2025                                                           | Asunción                                                            | Paraguay                                                            | 1 – 0                                                               | Cile                                                                | Qual. Mondiali 2026                                                 | -                                                                   |                                                                     |
| 25-3-2025                                                           | Santiago del Cile                                                   | Cile                                                                | 0 – 0                                                               | Ecuador                                                             | Qual. Mondiali 2026                                                 | -                                                                   | 77’                                                                 |
| 5-6-2025                                                            | Santiago del Cile                                                   | Cile                                                                | 0 – 1                                                               | Argentina                                                           | Qual. Mondiali 2026                                                 | -                                                                   |                                                                     |
| 10-6-2025                                                           | El Alto                                                             | Bolivia                                                             | 2 – 0                                                               | Cile                                                                | Qual. Mondiali 2026                                                 | -                                                                   |                                                                     |
| Totale                                                              |                                                                     | Presenze                                                            | 23                                                                  |                                                                     | Reti                                                                | 1                                                                   |                                                                     |

## Palmarès

### Club

#### Competizioni nazionali
- Campionato cileno: 3

Universidad de Chile: Apertura 2012, Apertura 2014, Clausura 2017
- Copa Chile: 1

Universidad de Chile: 2015